# 克萊因性取向方格
克萊因性取向方格（Klein Sexual Orientation Grid，KSOG）是弗里茨·克萊因試圖通過拓展金賽量表以測試性取向的一個量表，克萊因性取向方格首次被提出是在1978年他本人的著作《雙性戀選項》（The Bisexual Option）。為了回應對金賽量表的批評，克萊因方格只測量了性取向的兩個維度。